# Tonny Springer

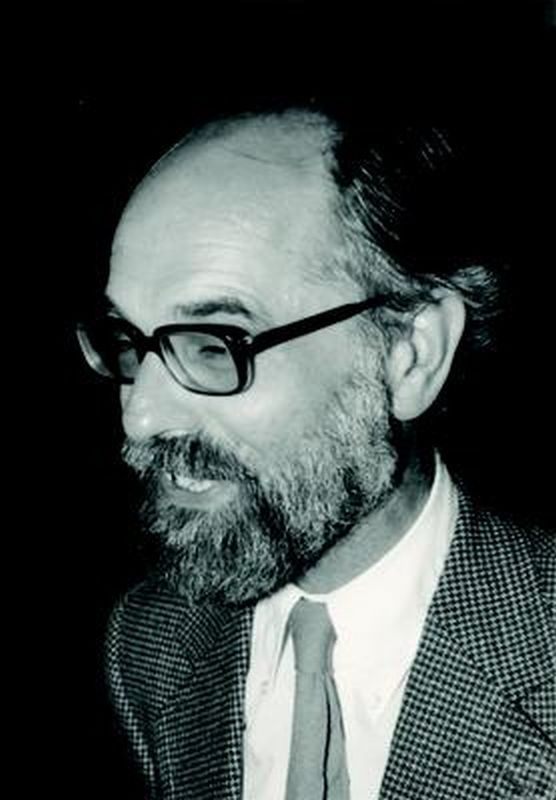
T. A. Springer, in 1973 in Erlangen

Tonny Albert Springer (Scheveningen,13 februari 1926 – Zeist, 7 december 2011) was een Nederlandse hoogleraar wiskunde aan de Universiteit Utrecht die werkte op het gebied van algebraïsche groepen, Hecke algebra's en complexe spiegelinggroepen, en die de Springer-representatie en de Springer-resolutie heeft geïntroduceerd.
Springer begon zijn studie in 1945 aan Universiteit Leiden en behaalde daar zijn dictoraaldiploma in de wiskunde. Hij promoveerde in 1951 bij Hendrik Kloosterman met het proefgeschift getiteld Over symplectische Transformaties. Als postdoc bracht Springer het academisch jaar 1951/1952 door aan de Universiteit van Nancy en keerde daarna terug naar de Universiteit Leiden, waar hij werkzaam wat tot 1955. In 1955 aanvaardde hij een docentschap aan de Universiteit Utrecht, waar hij in 1959 benoemd werd tot gewoon hoogleraar. Hij bleef daar in die positie tot hij in 1991 met emeritaat ging.
Springer was gasthoogleraar in een groot aantal instellingen, waaronder
- de Universiteit van Göttingen (1963)
- het Institute for Advanced Study (1961/1962, 1969, 1983)[1]
- het Institut des hautes études scientifiques (1964, 1973, 1975, 1983)
- Tata Instituut voor Fundamenteel Onderzoek (1968, 1980)
- UCLA (1965/1966)
- de Australian National University
- de Universiteit van Sydney
- de Universiteit van Rome Tor Vergata
- de Universiteit van Bazel
- het Erwin-Schrödinger-Institut für Mathematische Physik in Wenen
- de Universiteit Pierre en Marie Curie in Parijs.

In 1964 werd Springer gekozen tot lid van de Koninklijke Nederlandse Akademie van Wetenschappen. In 1962 werd hij uitgenodigd als spreker op het Internationaal Congres voor Wiskundigen in Stockholm (met een lezing over Twisted composition algebras) en in 2006 in Madrid (met een lezing over Some results on compactifications of semisimple groups).

## Publicaties
- Springer, T. A.: Jordan Algebras and Algebraic Groups, Classics in Mathematics, Springer-Verlag, 1998, ISBN 3-540-63632-3
- Springer, T. A. en Veldkamp, F. D.: Octonions, Jordan Algebras, and Exceptional Groups, Springer Monographs in Mathematics, Springer Verlag, Berlijn, 2000, ISBN 3-540-66337-1
- Springer, T. A.: Linear algebraic groups, 2e druk, 1998, Birkhäuser, ISBN 978-0-8176-4021-7
- Springer, T. A.: Invariant theory, Lecture Notes in Mathematics, 585, Springer-Verlag, 1977.